# 2002 في البوسنة والهرسك
فيما يلي قوائم الأحداث التي وقعت خلال عام 2002 في البوسنة والهرسك.

## أحداث
- 5 أكتوبر – الانتخابات العامة في البوسنة 2002

## سياسة

### تعيين في المنصب
- 5 أكتوبر – سليمان تيهيتش مجلس رئاسة البوسنة والهرسك.

## وفيات

### فبراير
- 20 فبراير – برانكو ستانكوفتش (مواليد 1921) لاعب كرة قدم صربي.

### مايو
- 2 مايو – عزت سارايلتش (مواليد 1930) كاتب بوسني.